# Maurice Donnay

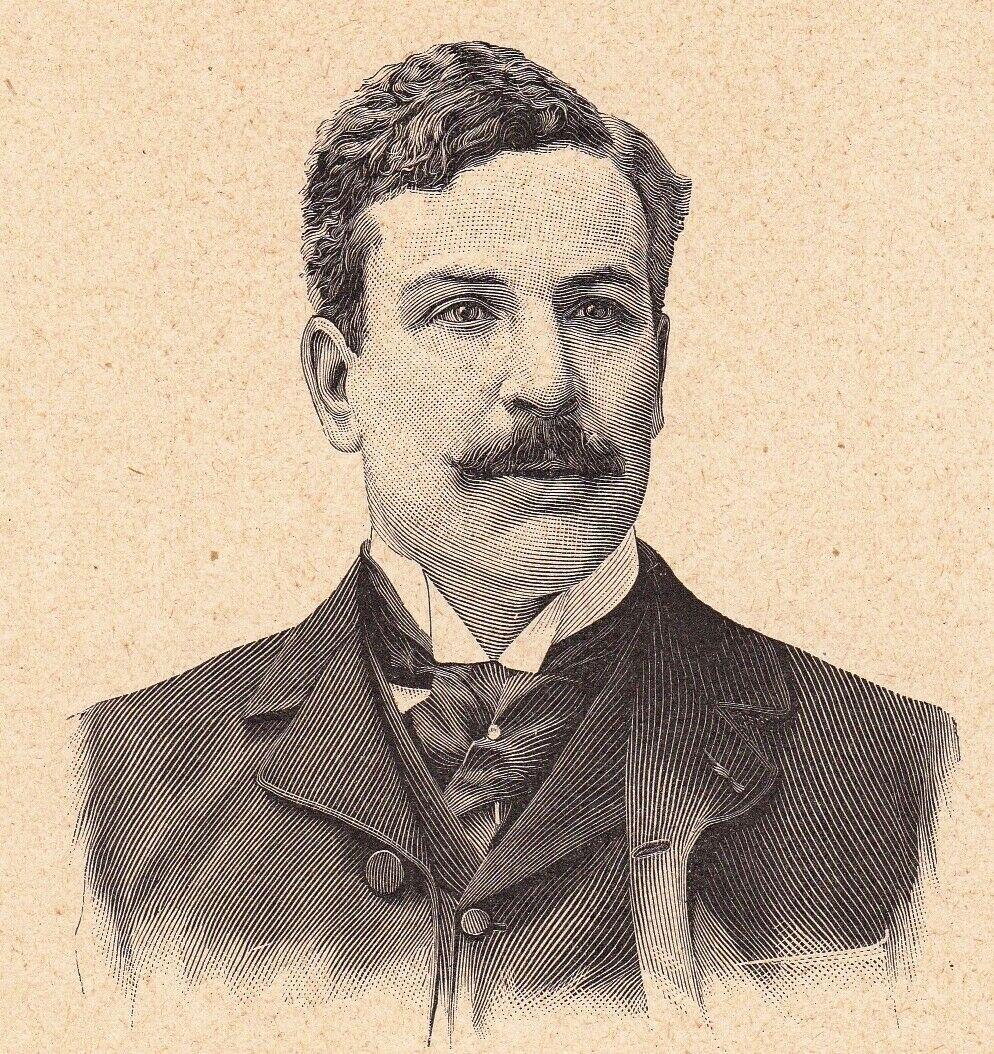
Maurice Donnay

Maurice Donnay (* 12. Oktober 1859 in Paris; † 31. März 1945 ebenda) war ein französischer Dramatiker.
Maurice Donnay studierte zunächst an der École centrale Paris und arbeitete kurze Zeit als Ingenieur. Maurice Donnay schrieb auch Chansons für das Kabarett Le Chat Noir.
Donnay verfasste vor allem Komödien. Im Jahr 1907 wurde er Mitglied der Académie française. Er wurde auch mit dem Titel Großoffizier der Ehrenlegion geehrt.

## Werke
- Folle Entreprise (1894)
- Pension de famille (1894)
- Complices (1895), mit M. Groselande
- Amants (1895)
- La Douloureuse (1897)
- L'Affranchie (1898)
- Georgette Lemeunier (1898)
- Le Torrent (1899)
- Education de prince (1900)
- La Clairiere (1900)
- Oiseaux de passage (1904), mit Lucien Descaves
- La Bascule (Igor)
- L'Autre danger (1902)
- Le Retour de Jerusalem (1903)
- L'Escalade (1904)
- Paraître (1906)
- Autour du Chat noir (1926)